# Hedera (typografia)
Hedera (łac. dosł. bluszcz) – jeden z najstarszych rodzajów ozdobników typograficznych przedstawiający formę florystyczną. Stąd w innych językach są nazywane kwiatami drukarza (ang. printers’ flower) lub ściślej, liśćmi Aldusa (ang. aldus leaf, niem. Aldusblatt, fr. feuille aldine) od nazwiska renesansowego włoskiego drukarza Aldusa Manucjusza.
Często używana jako punktor lub ornament.

## Historia

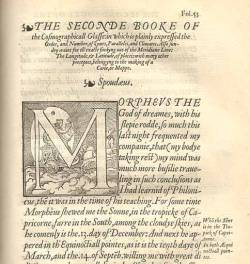
Przykład użycia hedery na początku wiersza w XVI-wiecznym angielskim druku

Pierwsze hedery pojawiły się w dawnych inskrypcjach greckich i łacińskich. Były używane w funkcji znaków akapitu w środku wierszy dla podziału tekstu lub dla wypełnienia białej przestrzeni wcięcia na początku linii. 
Wraz z rozpowszechnieniem się w nowożytnych książkach znaków końca linii, praktyczna funkcja hedery zaczęła być ograniczana wyłącznie do ozdobników. Ponieważ hedery były produkowane w taki sam sposób jak inne znaki drukarskie, jako osobne metalowe czcionki, umożliwiało to elastyczne komponowanie ich w różnych wariantach, dopasowując ozdobny wzór do potrzeb danego druku, np. składając całe ramki bądź linie z drobnych elementów typograficznych.
Również współcześni projektanci pism wprowadzają do tworzonych fontów różne rodzaje heder.

## Zastosowanie w systemach komputerowych
W unikodzie znak hedery występuje w wersjach:
| Znak | Unicode | Kod HTML              | Nazwa unikodowa                        | Nazwa polska                    |
| ---- | ------- | --------------------- | -------------------------------------- | ------------------------------- |
| ❀    | U+2740  | &#x2740; lub &#10048; | white florette                         | biały kwiat                     |
| ❁    | U+2741  | &#x2741; lub &#10049; | eight-petalled outlined black florette | ośmiopłatkowy czarny kwiat      |
| ❦    | U+2766  | &#x2766; lub &#10086; | floral heart                           | kwiatowe serce                  |
| ❧    | U+2767  | &#x2767; lub &#10087; | rotated floral heart bullet            | punktor obrócone kwiatowe serce |